# Globia algae
Globia algae (tên tiếng Anh: Rush Wainscot) là một loài bướm đêm thuộc họ Noctuidae. Nó được tìm thấy ở miền trung và miền nam châu Âu (và rất rời rạc tây bắc châu Âu), Thổ Nhĩ Kỳ, Armenia, miền bắc Kavkaz, tây nam Siberia.
Sải cánh dài 32–45 mm. Con trưởng thành bay từ tháng 7 đến tháng 9 tùy theo địa điểm. Có một lứa một năm.
Ấu trùng đục thân các loài Scirpus lacustris, Typha và Iris pseudacorus.